# Bewehrungsstahl

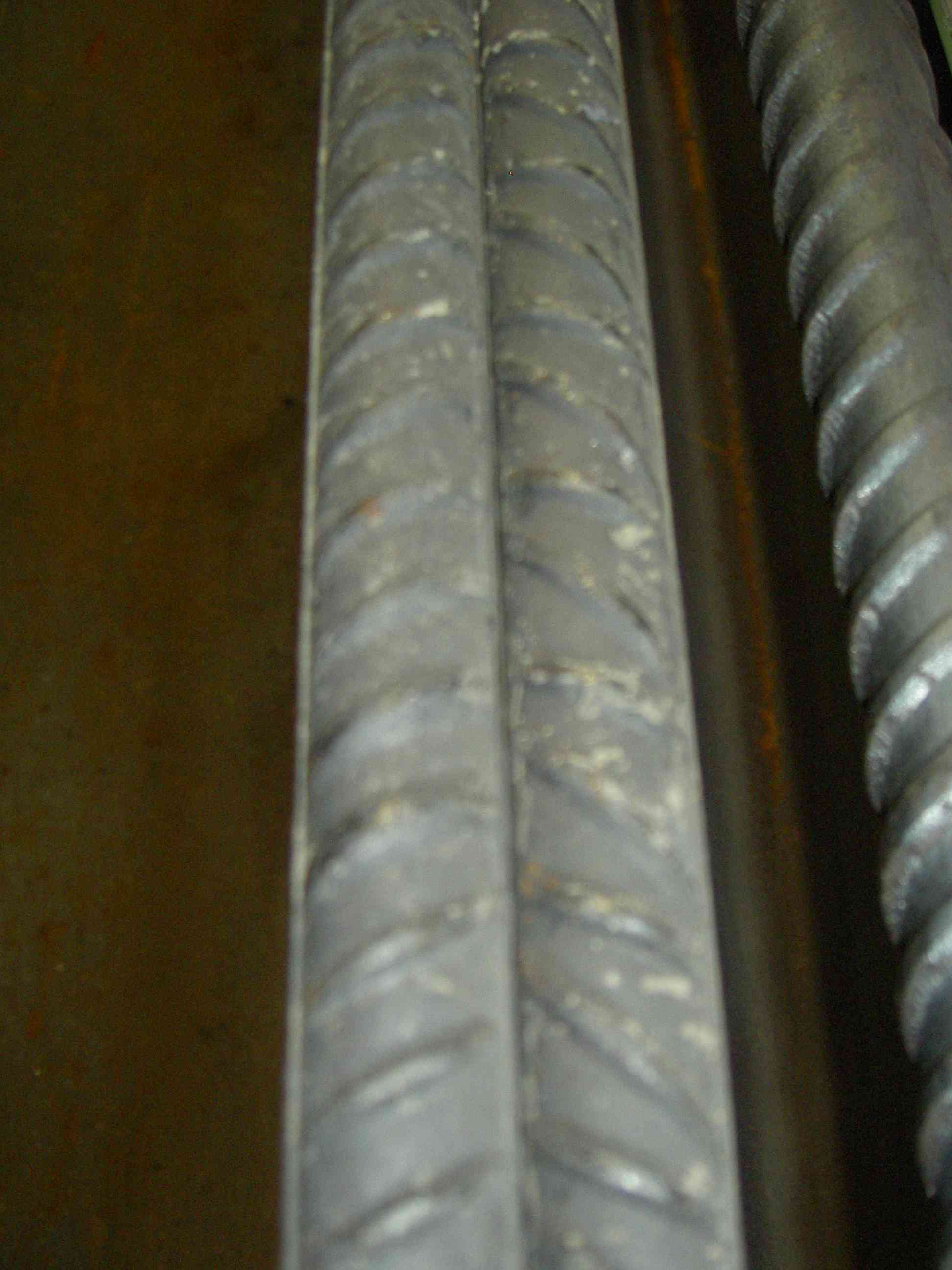
Betonstabstahl B500 – links zwei Stäbe mit den eingewalzten Rippen beider Seiten

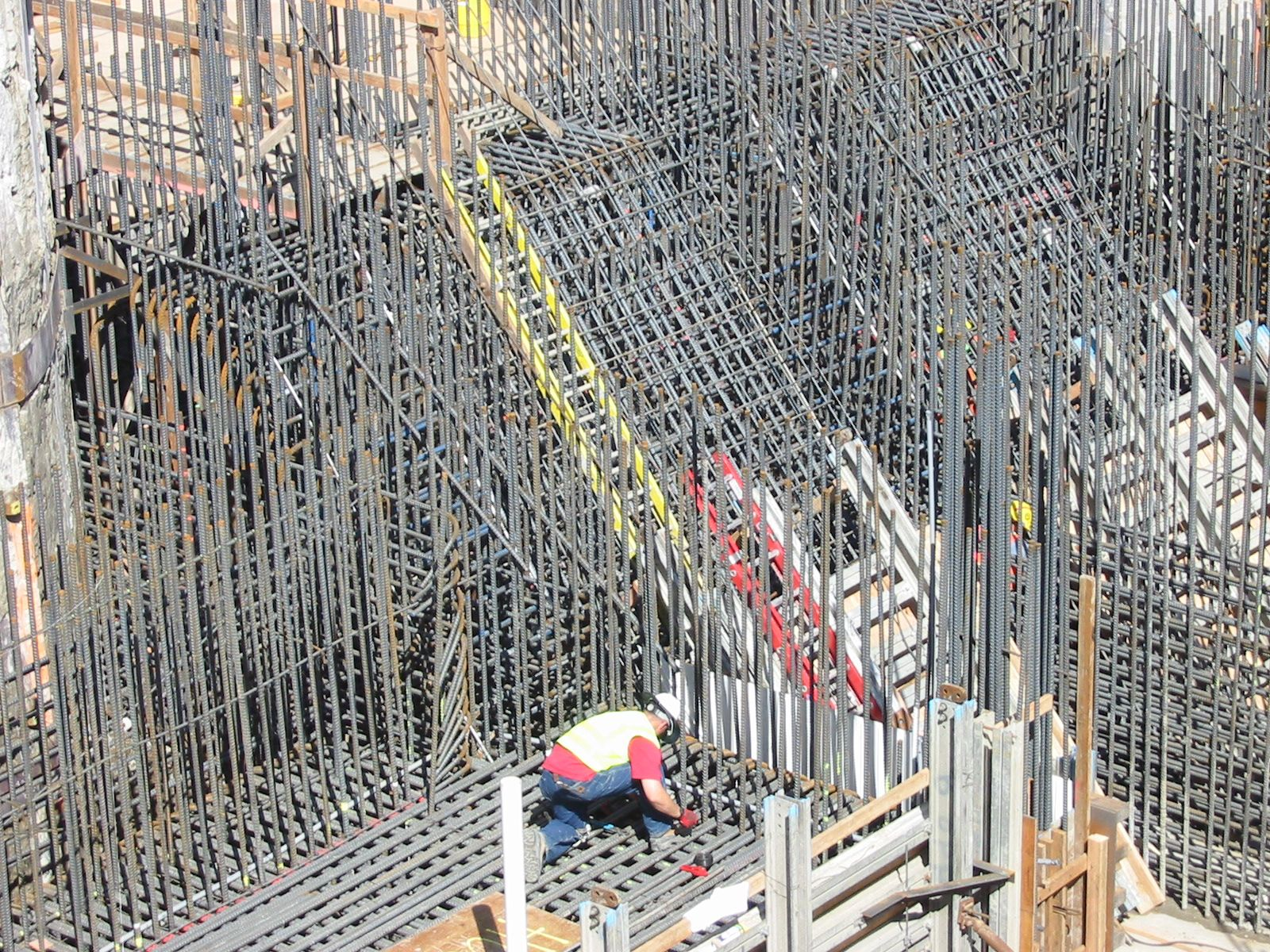
Betonstabstahl in einem Fundament

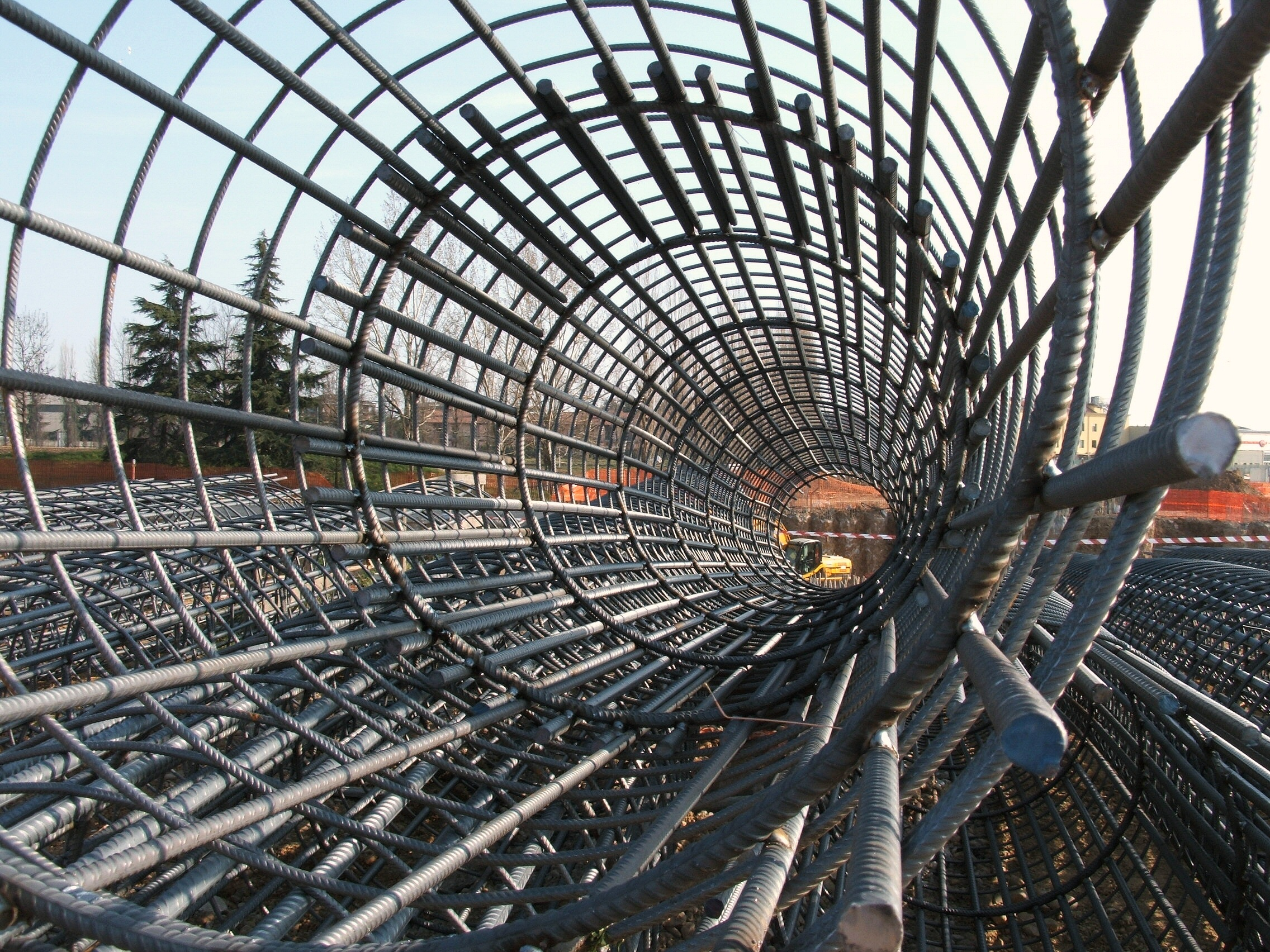
Bewehrungsstahl für Bohrpfähle

Bewehrungsstahl, Betonstahl oder Armierungseisen, früher auch Moniereisen, dient als Bewehrung (Verstärkung) von Stahlbetonbauteilen und wird nach dem Einbau in die Schalung mit Beton vergossen.

## Form und Eigenschaft
Heutzutage kommt in Deutschland ausschließlich Betonstahl mit einer charakteristischen Fließ- oder Streckgrenze von 500 N/mm² zur Anwendung. Die erforderlichen Eigenschaften sind beispielsweise in der EN 1992, DIN 488 (früher DIN 1045-1) oder in der Europäischen Norm EN 10080 geregelt. Der Betonstahl wird in verschiedenen Formen produziert. In Deutschland sind lieferbar:
- Betonstabstahl B500B (nach DIN 488) (früher „BSt 500 S(B)“), als warmgewalzter und gerippter Stabstahl mit Durchmessern von 6, 8, 10, 12, 14, 16, 20, 25, 28, 32 und 40 mm und Lieferlängen bis 18 m (als Sonderwalzung bis 24 m). In der Schweiz sind die Durchmesser 6, 8, 10, 12, 14, 16, 18, 20, 22, 26, 30, 34 und 40 mm lieferbar.
- Betonstahlmatten B500A und B500B (nach DIN 488) (früher „BSt 500 M(A) und (B)“), in verschiedenen Varianten, als fertig verschweißte Matten aus geripptem und profiliertem sowie kaltverformtem Stabstahl (Duktilitätsklasse A) oder warmgewalztem Betonstahl (Duktilitätsklasse B) mit Durchmessern von 6 mm bis 14 mm (14 mm nur in hochduktiler Ausführung, 6 bis 12 mm in normalduktiler oder hochduktiler Ausführung, Betonstahlmatten in Duktilitätsklasse B (hochduktil) werden nur auf Anforderung gefertigt, keine Lagerhaltung).
- Betonstahl in Ringen B500B (nach DIN 488) (früher „BSt 500 S(B)“) warmgewalzt, im Durchmesserbereich von 6 bis 16 mm und bzw. B500A (nach DIN 488) (früher „BSt 500 S(A)“) kaltgerippt, im Durchmesserbereich von 6 bis 12 mm für die Weiterverarbeitung auf Richt- und Schneide- oder Bügelbiegeautomaten.
- Bewehrungsdraht B500A+G glatt oder B500A+P mit flacher Profilierung (nach DIN 488) im Durchmesserbereich von 4 bis 12 mm für das Bewehren von z. B. Stahlbetonrohren oder Porenbeton-(früher Gasbeton-) oder Schachtbauteilen.
- Gitterträger als biegesteife Bewehrung bei Halbfertigteildecken und -wänden

Die modernen Betonstähle sind bezüglich ihrer Verformungseigenschaften durch einen Elastizitätsmodul von 200.000 bis 210.000 N/mm² und die Einteilung in Duktilitätsklassen gekennzeichnet. In Deutschland gibt es die normalduktile Klasse A für die kaltverformten Stähle mit einem Verhältnis zwischen Zugfestigkeit und Fließgrenze von mindestens 1,05 und einer Stahldehnung unter Höchstlast von mindestens 2,5 % sowie die hochduktile Klasse B für die warmverformten Stähle mit mindestens 1,08 bzw. 5 %. Daneben muss der hochduktile Erdbebenstahl Klasse C mit einem Verhältnis zwischen Zugfestigkeit und Fließgrenze von mindestens 1,15 und einer Stahldehnung unter Höchstlast von mindestens 8 % erwähnt werden, der in Teilen Europas verwendet wird und eine reduzierte Fließgrenze von 450 N/mm² besitzt.
Der Wärmeausdehnungskoeffizient für Stahl ist im Mittel wie bei Beton {\displaystyle 10^{-5}} [1/K], die Wärmeleitfähigkeit mit 50 [W/(m · K)] unterscheidet sich dagegen von Beton. Die heutigen Betonstähle sind alle schweißgeeignet.

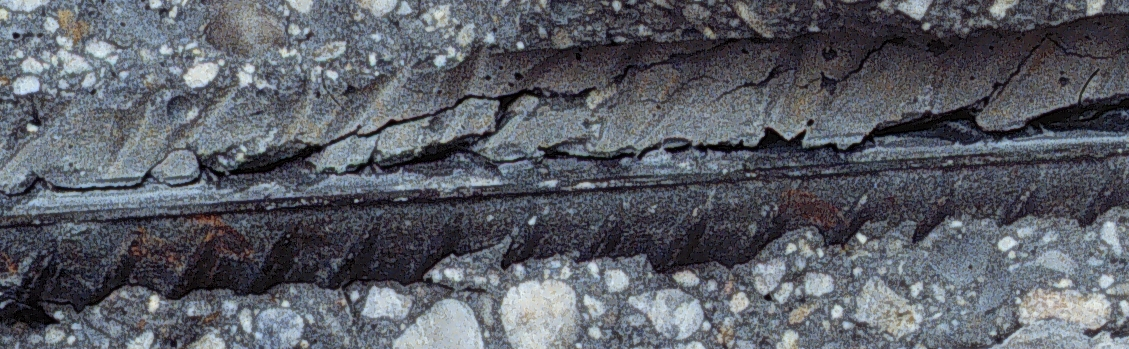
Betonstahl einbetoniert

Eine wichtige Eigenschaft des Betonstahls ist dessen Verbund mit dem umgebenden Beton. Zur Verbesserung des Verbunds werden Rippen aufgerollt oder aufgewalzt. Die Rippen haben eine maximale Höhe von 4,5 % und einen Abstand von 60 % des Stabdurchmessers. Durch die Rippen wird eine lokale Verzahnung zwischen dem Beton und dem Stahl erreicht, was eine optimale Kraftübertragung über eine kurze Verbundlänge ermöglicht.

### Korrosionsschutz

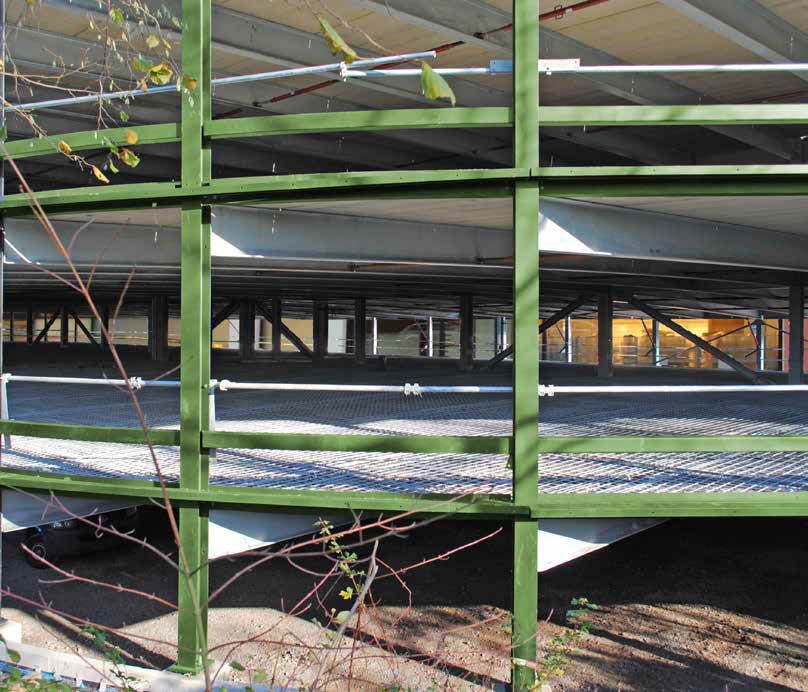
Parkhaus-Decke mit feuerverzinktem Betonstahl

Mögliche Ursachen für die Korrosion des Bewehrungsstahls sind Fehlstellen im Beton durch Risse, Kiesnester oder unzureichende Betonüberdeckung, die das Einwirken von Chloriden durch Tausalzbelastung oder Meeresatmosphäre ermöglichen. Der im Beton enthaltene Zementstein schützt den Bewehrungsstahl durch sein alkalisches Milieu mit einem pH-Wert von 12–14 vor Korrosion. Bei einem Wert < 10 ist dieser Schutz, die sogenannte Passivierung, nicht mehr sichergestellt. Da der Beton mit der Zeit von außen nach innen karbonatisiert (Reaktion des im Beton enthaltenen alkalischen Kalkhydrats mit Luft-Kohlendioxid zu Kalkstein (Ca(OH)2 + CO2 → CaCO3 + H2O)) und dabei in seinem pH-Wert absinkt, muss der Bewehrungsstahl vollständig und mit einer ausreichenden Betondeckung umschlossen sein. Das Zusammenbinden der einzelnen Bewehrungselemente mittels Draht (Rödeln) und der Einbau von Abstandshaltern (z. B. aufgeklemmte Räder aus Kunststoff oder Blöckchen aus Beton) zwischen Schalung und Bewehrung gewährleistet, dass der Bewehrungsstahl an der voraus geplanten Position im Bauteil mit ausreichender Betondeckung liegt.

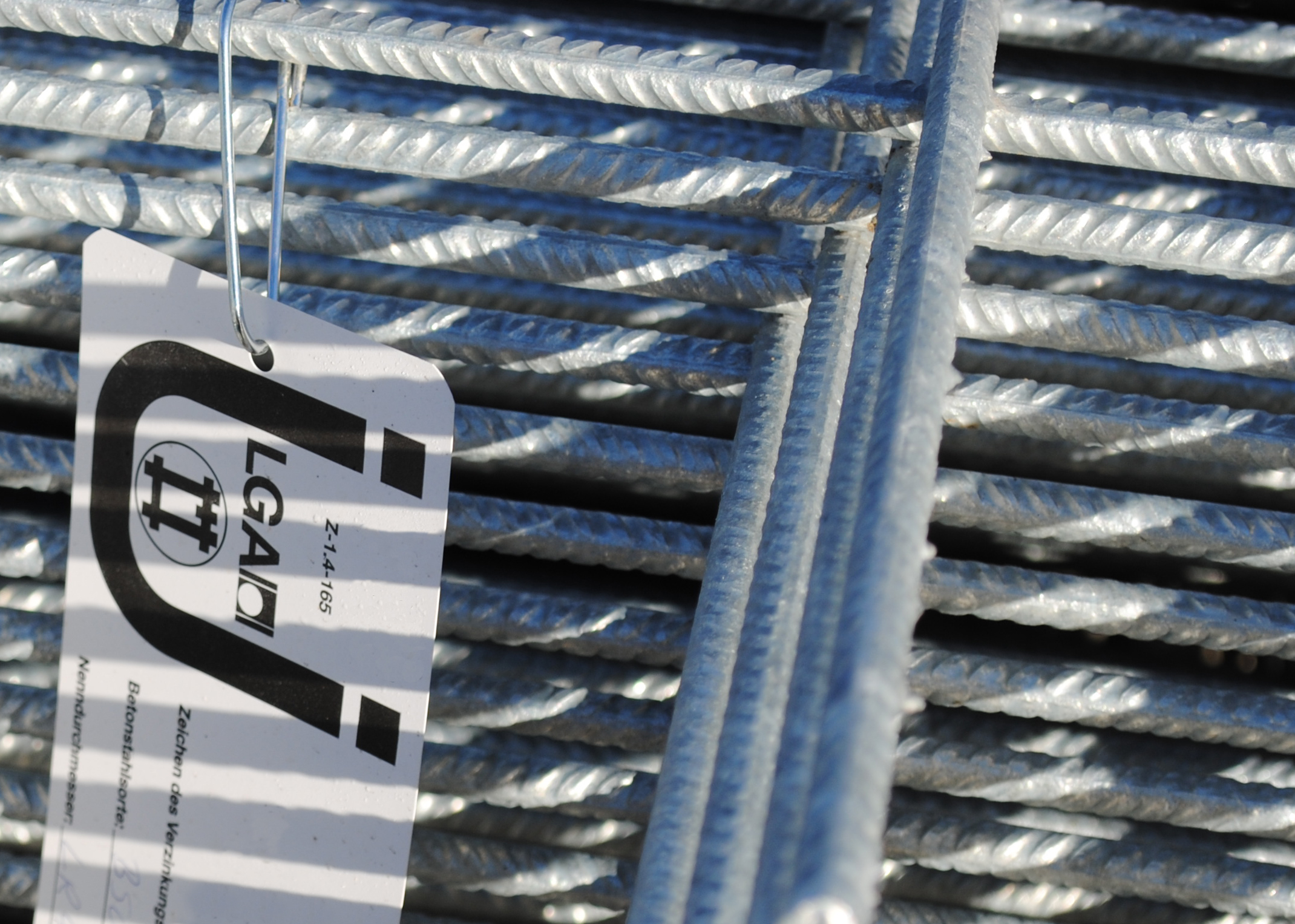
Feuerverzinkter Betonstahl mit Ü-Zeichen für die allgemeine bauaufsichtliche Zulassung

Für einen verbesserten Korrosionsschutz oder als Schutz vor Rostläufern bei dünnwandigen Sichtbetonbauteilen kann Betonstahl feuerverzinkt oder mit Epoxid beschichtet werden. Nichtrostender Stahl ist eine weitere Möglichkeit. Relativ neu ist die Glasfaser-Bewehrung. Für kleinere Querschnitte kommen zusätzlich textile Bewehrungen, insbesondere aus Glasfasergelegen, zur Anwendung.
Zum Schutz gegen Korrosion des Bewehrungsstahls infolge Karbonatisierung oder Chlorideindringung kann auch ein Kathodischer Korrosionsschutz mit einer Fremdstromanode, die über Gleichrichter mit einem Schutzstrom (eigentlich nur eine Polarisierung) gesteuert werden, angewendet werden. Dies kann beispielsweise im Brückenbau zur Anwendung kommen.
Alle Varianten unterliegen in Deutschland der Bauaufsicht. Das heißt, abweichend von der Norm hergestellte Tragwerke benötigen eine bauaufsichtliche Zulassung für die eingesetzten Komponenten oder eine Zustimmung im Einzelfall für das spezielle Bauvorhaben durch die Landesbaubehörde. Eine Liste bauaufsichtlich zugelassener Bewehrungselemente führt das Deutsche Institut für Bautechnik.
Oberflächenschutzsysteme wie die Imprägnierung der Betonoberflächen mit einem Hydrophobierungsmittel oder das Aufbringen von Beschichtungen dienen ebenfalls dem verbesserten Korrosionsschutz des Betonstahls, insbesondere, wenn der Beton bereits bis zur Tiefe des Stahls karbonatisiert ist (z. B. im Zuge der Instandsetzung).

## Kennzeichnung

Kennzeichnung von Betonstabstahl B500

### Betonstabstahl
Die heutigen Betonstabstähle weisen zwei Rippenflächen auf. Eine der Flächen kennzeichnet durch eine besondere Anordnung der Schrägrippen die Betonstahlsorte. Die andere Fläche trägt die Kennzeichen des produzierenden Werks, welche einander mindestens auf jedem laufenden Meter folgen. Diese beginnen mit zwei verbreiterten Schrägrippen, es folgt jeweils zwischen verbreiterten Schrägrippen zunächst das Land und anschließend das betreffende Werk. Das Feld für das Werk kann in Zehner- und Einerstellen unterteilt sein.
| Land                                                                                        | Kennzeichen |
| ------------------------------------------------------------------------------------------- | ----------- |
| Deutschland                                                                                 | 1           |
| Belgien, Luxemburg, Niederlande, Schweiz                                                    | 2           |
| Frankreich                                                                                  | 3           |
| Italien                                                                                     | 4           |
| Großbritannien, Irland                                                                      | 5           |
| Schweden, Norwegen, Dänemark, Finnland                                                      | 6           |
| Spanien, Portugal                                                                           | 7           |
| Griechenland, Lettland, Moldawien, Österreich, Polen, Tschechische Republik, Türkei, Ungarn | 8           |
| Bulgarien, China, Kroatien, Moldawien, Polen, Rumänien, Türkei, Ukraine, Belarus            | 9           |

Anmerkungen:
Es gibt sowohl in der Ländergruppe 8 wie in der 9 polnische, türkische und moldawische Betonstabstahlhersteller.

## Weitere Bewehrungselemente
Gewindestahl ist ein Beton- oder Spannstahl mit Schrägrippen, die gewindeartig ausgebildet sind und von verschiedenen Unternehmen hergestellt wird. Er wurde für die Bewehrungstechnik entwickelt, um damit eine mechanische Verbindung über Schraubmuffen zu ermöglichen. Heute wird der Gewindestahl zusätzlich in der Geotechnik als Verpresspfahl und Erdanker eingesetzt.
Als Ersatz für Querkraftbewehrung gibt es Doppelkopfanker und Dübelleisten.
In Bauteilen mit besonderen Anforderungen an Korrosion, Zerspanung oder elektrisch/magnetische Eigenschaften kann auch zugelassene nichtmetallische GFK-Bewehrung zum Einsatz kommen.

## Geschichte

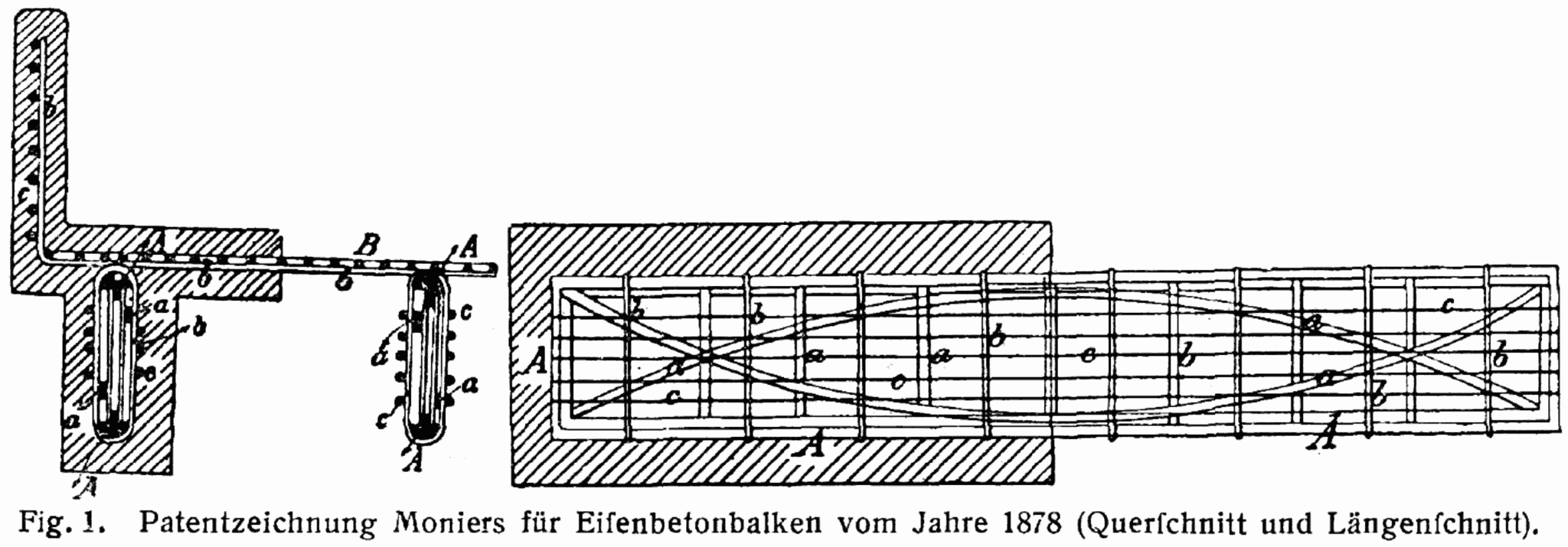
Patentzeichnung 1878

Erfinder der Eisenbewehrung war der Franzose Joseph Monier, nach ihm nennt man die Bewehrung (Monierung) auch Moniereisen (im Bau-Jargon häufig wie das Verb „monieren“ ausgesprochen). Monier war Gärtner und ärgerte sich, dass die Pflanzkästen aus Beton für die transportablen Orangenbäumchen in den von ihm betreuten herrschaftlichen Gärten zu oft brachen. Andere ältere, aber auch heute noch gebräuchliche Bezeichnungen sind Armierungsstahl (im Gegensatz zu Konstruktionsstahl) oder Schlaffstahl (im Gegensatz zu Spannstahl).
Durch Torsion kaltverformte Bewehrungsstähle weisen eine erhöhte Festigkeit auf. Sie werden als TOR-Stahl bezeichnet und waren lange Zeit durch eine verdrillte Längsrippe aus den Walzüberständen gekennzeichnet, die sich günstig auf den Verbund mit dem Beton auswirkt. TOR-Stahl wurde vom Österreicher Rudolf Schmidt im Jahr 1936/1937 erfunden. Die Bezeichnung, auch Torstahl, ist in Österreich noch gebräuchlich.
Bewehrungsstahl wird heute zum Erreichen der genormten mechanischen Eigenschaften meist über das in den 1970er Jahren entwickelte Tempcore-Verfahren direkt aus der Walzhitze gehärtet oder als Draht kaltgereckt. Seltener wird auch nur über Legierungen die Festigkeit erreicht.
Die in Stahlbetonbauteile einzubauende Bewehrung wird auf Zeichnungen (Verlegeplänen) bezüglich Anzahl, Durchmesser, Form und Lage dargestellt und vermaßt. Für die Bestellung der Bewehrung können auch separate Stahllisten erstellt werden.

### Entwicklung in Deutschland
Bis Mitte der 1930er-Jahre wurden keine speziellen Betonstähle als Bewehrung verwendet, sondern Stäbe, Flacheisen und Profile mit einer glatten Oberfläche und einer Streckgrenze um oder über 250 N/mm². Die Aktivierung der Tragfähigkeit des glatten Stahls erfolgte dabei weniger durch den Verbund zwischen Beton und Stahl als vor allem durch die Verankerung mit Haken und Schlaufe. Der Isteg-Stahl, bestehend aus zwei Drähten aus glattem Baustahl, die zu einer 2-drähtigen Litze verseilt wurden, war ab 1933 der erste spezielle deutsche Betonstahl mit verbesserten Verbundeigenschaften. Zur gleichen Zeit wurde in Deutschland das Baustahlgewebe zugelassen, bestehend aus Matten oder Rollen (bis 6 mm). Ab 1935 wurden zwecks Materialersparnis durch Verwinden (Tordieren) von Rundstählen hochfeste Betonstähle entwickelt, anfangs ohne Querrippen. 1937 wurden die Bewehrungsstähle in Gruppen eingeteilt. Die Gruppe I umfasste den BSt 22/34 mit einer Mindeststreckgrenze von 220 N/mm², die Gruppe II den BSt 34/50 mit einer Mindeststreckgrenze von 340 N/mm², die Gruppe III den BSt 42/50 mit einer Mindeststreckgrenze von 420 N/mm², und die Gruppe IV entspricht den heutigen Betonstählen. Bei Nachrechnungen oder Verstärkungen alter Bauwerke sind die Festigkeiten der alten Stahlsorten in statischen Berechnungen zu berücksichtigen.
Ab 1959 wurde der hochwertige schräg gerippte Rippentorstahl als Betonstahl IIIb bauaufsichtlich zugelassen. Dieser wurde festigkeitssteigernd zusätzlich noch (im Werk) durch Verdrehen (Tordieren von Torsion – daher das „Tor“ im Namen) kaltverformt. Die heutige Rippenform wurde schließlich ab 1961 für eine bessere Dauerschwingfestigkeit des Betonstahls IV entwickelt.
| Gruppe | Bezeichnung                              | Durchmesser [mm] | min. Streckgrenze [N/mm²] | Zugfestigkeit [N/mm²] | min. Bruchdehnung [%] |
| ------ | ---------------------------------------- | ---------------- | ------------------------- | --------------------- | --------------------- |
| I      | BSt 22/34                                | –                | 220                       | 340–500               | 18                    |
| IIa    | BSt 34/50 (naturhart)                    | ≤ 18 18          | 360 340                   | 500–620 500–640       | 20 18                 |
| IIb    | Sonderbetonstahl BSt 34/50 (kaltgereckt) | ≤ 18 18          | 360 340                   | ≥ 500                 | 14                    |
| IIIa   | BSt 42/50                                | <18 >18          | 420 400                   | ≥ 500                 | 18 8                  |
| IIIb   | Torstahl BSt 42/50                       | <18 >18          | 420 400                   | ≥ 500                 | 18 8                  |
| IVa    | BSt 500A                                 | –                | 500                       | –                     | 16                    |
| IVb    | BSt 500B Betonstahlmatten                | –                | 500                       | –                     | 8                     |